# Општина Маглавит (Долж)
Маглавит (рум. Maglavit) општина је у Румунији у округу Долж.
Oпштина се налази на надморској висини од 75 m.